# Jesus vender tilbage
Jesus vender tilbage er en dansk film fra 1992, skrevet og instrueret af Jens Jørgen Thorsen.

## Produktion
Jens Jørgen Thorsens kontroversielle Jesusfilm havde en lang forhistorie. 5. juli 1973 fik Thorsen tilsagn om 600.000 kroner i støtte til filmen fra Det Danske Filminstitut. En del anså projektet for at være blasfemisk og 11. august samme år gik ca. 5.000 i protesttog mod filmen i København. 2. juli 1975 blev det besluttet at udsætte filmen, mens man undersøgte, om manuskriptet stred mod blasfemilovgivningen. Der blev ikke rejst anklage på dette punkt, men i stedet blev Thorsen anklaget for at have forbrudt sig mod droit moral i forhold til Bibelen, hvilket han dog blev frikendt for. Filmen blev imidlertid ikke til noget, men en oversættelse af det engelske originalmanuskript blev udgivet med titlen Thorsens Jesusfilm : en uforkortet oversættelse til dansk i 1975 (ISBN 87-418-3524-7).
27. juni 1989 bevilligede Det Danske Filminstitut 3,5 mio. kroner til Thorsens nye projekt om en Jesusfilm, der denne gang blev realiseret. 13. marts 1992 havde filmen premiere i Danmark.

## Handling
Verden er ved at gå under i lort. Jesus bliver sendt ned for at redde verden. Han landet i Paris på Champs Elysees. Han opdager hurtigt, at Paris er bedre end Paradis. Han bliver forført og opdager, at Jorden er et pragtfuldt sted. Han bliver forelsket i terroristpigen Marianne, der forfører ham. De flygter, bliver fanget, og verden opdager hans sande identitet. Jesus vender tilbage til Paradis med sin nye elskede.

## Medvirkende
- Marco Di Stefano som Jesus
- Johnny Melville som Præsten
- Jed Curtis som Paven
- Benny Hansen
- Jacob Haugaard
- John Hahn-Petersen
- Paul Hagen
- Hans Henrik Bærentsen
- Hugo Øster Bendtsen

## Eksterne Henvisninger
- Jesus vender tilbage på Internet Movie Database (engelsk)
- Jesus vender tilbage på Filmdatabasen
- Jesus vender tilbage på danskefilm.dk
- Jesus vender tilbage på danskfilmogtv.dk
- Jesus vender tilbage på Scope
- Jesus vender tilbage i Svensk Filmdatabas (svensk)
- Jesus vender tilbage på AllMovie (engelsk)
- Jesus vender tilbage på The Movie Database (engelsk)
- Jesus vender tilbage på Rotten Tomatoes (engelsk)